# Анхис
Анхис (на гръцки: Ανχίσης), Анхиз[източник? (Поискан преди 2 дни)] в древногръцката митология е син на Капис (син на Асарак и наядата Йеромнема, дъщеря на речния бог Симоис) и първата му братовчедка Темиста (дъщеря на троянския цар Ил, син на Трос). Анхис е баща на героя Еней от Афродита. Според Аполодор е баща и на Лир (Лирн).

## Легенди за Анхис

### Анхис и Афродита
Според легендите за него, на Анхис, който по това време пребивава на планината Ида и пасе стадата си, като овчар (незадължително беден и незнатен) се явява богинята Афродита (Венера), представяйки се за смъртна девойка, фригийска принцеса, отдава му се и забременява от него. После му се разкрива, като богиня, но му забранява да казва комуто и да било за тайната им връзка, като му обещава след 5 години да дойде пак и да му доведе и предаде завинаги момчето, което предстои да му роди (т.е. Еней). Според една от версиите, той все пак веднъж толкова се напива, че не успява да се сдържи и споделя с приятели за връзката си с Афродита, за което е наказан от дочулия го бог Зевс с удар с мълния, от което остава осакатен.

### Анхис в Троянската война
По времето на Троянската война Еней е сред троянските пълководци (и близък роднина на цар Приам), а Анхис вече е много стар и немощен и понеже вече не може да се движи сам е изнесен от горящия град на гръб от своя син, след като (чрез Троянския кон) ахейците нахлуват в Троя и го подлагат на разграбване и опустошение.

### Смъртта на Анхис
Еней бяга от Троя с баща си Анхис и част от войниците си и тръгва на пътешествие в търсене на земя, където да основе "новата Троя" - това ще се окаже Италия, но Анхис не доживява основаването на Алба Лонга (градът на потомците на Еней, преди основаването на Рим). Според едни източници умира в Аркадия, в планината Анхисия, където показват впоследствие погребална могила, за която се твърди, че е неговата, както и древен храм на Афродита, а според други – в Южна Италия или на остров Сицилия. Еней по-късно посещава Хадес, за да види отново своя баща в Елисейските полета.